# Яцык, Александр Александрович
Алекса́ндр Алекса́ндрович Я́цык (укр. Олександр Олександрович Яцик; род. 3 января 2003, Киев) — украинский футболист, полузащитник киевского «Динамо».

## Ранние годы
Родился 3 января 2003 года в Киеве. Воспитанник футбольных школ клубов «Смена-Оболонь» и «Динамо (Киев)».

## Клубная карьера
23 августа 2022 года дебютировал в основном составе «Динамо» в матче плей-офф Лиги чемпионов 2022/2023 против лиссабонской «Бенфики», заменив Виталия Буяльского.